# Route nationale 556
Pour les articles homonymes, voir Route nationale 556 (homonymie).
La route nationale 556 ou RN 556 est une ancienne route nationale française reliant Montfuron à Venelles. À la suite de la réforme de 1972, elle a été déclassée en RD 956 dans les Alpes-de-Haute-Provence et en Vaucluse et en RD 556 dans les Bouches-du-Rhône.
Elle constitue un itinéraire touristique reliant Aix-en-Provence à Forcalquier en passant par l'est du Luberon.

## Ancien tracé de Montfuron à Venelles (D 956 et D 556)
- Col de Montfuron D 956
- La Bastide-des-Jourdans
- Grambois
- La Tour-d'Aigues
- Le Paradou, commune de Pertuis
- Pertuis D 956
- Pont de Pertuis (sur la Durance) D 556
- Venelles D 556